# Světová curlingová federace
Světová curlingová federace (anglicky World Curling Federation, WCF) je řídící orgán pro akreditaci curlingu se sídlem v Perthu ve Skotsku. Vznikla z Mezinárodní curlingové federace (ICF), v situaci, kdy se usilovalo o zapojení curlingu v rámci zimních olympijských her. Název byl změněn v roce 1990 na WCF a poté v roce 2024 na nynější neoficiální World curling. Její evropskou sesterskou organizací je European Curling Federation (ECF).
ICF byla původně založena v roce 1966 jako výbor Royal Caledonian Curling Club v Perthu po úspěchu série mistrovství světa Scotch Cup, která se konalo mezi Kanadou a Skotskem. Federace vznikla ze spojení národních curlingových sdružení Skotska, Kanady, Švédska, Norska, Švýcarska a Spojených států. Po svém vzniku schválila uspořádání mistrovství světa v curlingu. World Curling v současné době schvaluje 15 mezinárodních curlingových soutěží (viz níže). World Curling řídí osm předsedů představenstva, jeden prezident, tři viceprezidenti (jeden z každého World curling region) a dalších šest předsedů představenstva. Všech šest předsedů představenstva musí pocházet z různých členských (národních) asociací. Všechny pozice v představenstvu jsou voleny členskými asociacemi World Curling. Představenstvo doplňuje dvacet zaměstnanců.
Spojuje 73 členských asociací, přičemž nejnovějším přijatými členy, a to v roce 2023, je Pákistán, Portoriko a Filipíny.
V reakci na Ruskou invazi na Ukrajinu zakázal World Curling v březnu 2022 Ruské curlingové federaci soutěžit.

## Záměry
Text o poslání federace: "Vést celosvětovou curlingovou společnost prostřednictvím osvěty a rozvoje našeho sportu, naší kultury a našich hodnot."
Účel a cíle World Curling jsou následující:
1. Reprezentovat curling na mezinárodní úrovni a přispět k růstu tohoto sportu na celém světě
2. Podporovat spolupráci a vzájemné porozumění mezi členskými asociacemi a sjednotit curlery po celém světě
3. Hájit a podporovat zájmy mezinárodního curlingu
4. Pořádat mezinárodní soutěže v curlingu
5. Standardizovat pravidla curlingového sportu pro světové soutěže a všechny ostatní soutěže v rámci World Curling

## Členské asociace

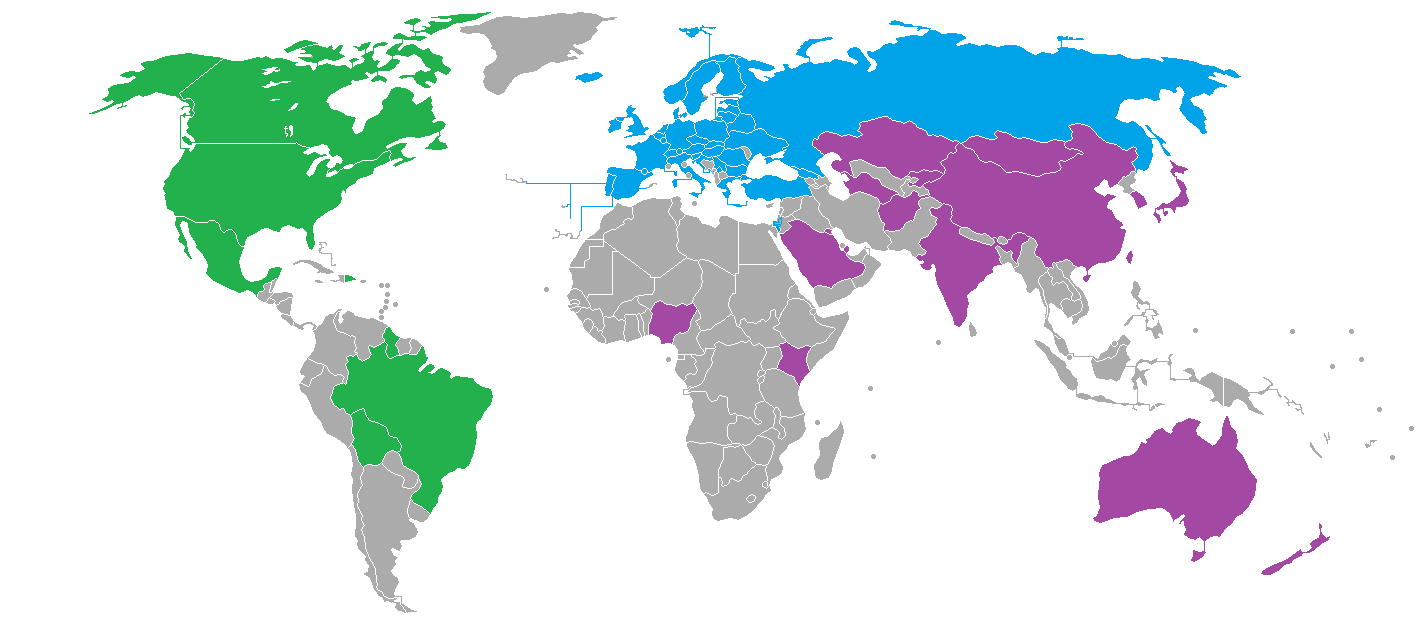
Členové světového curlingu a jeho regionálních divizí. Zelená představuje region Amerika, modrá zobrazuje region Evropa a fialová znázorňuje tichomořsko-asijský region.

Níže je uveden seznam členských asociací World Curling:
| Rok vstoupení | Název                                                  | Země                   | World Curling region |
| ------------- | ------------------------------------------------------ | ---------------------- | -------------------- |
| 2017          | Afghánská curlingová federace                          | Afghánistán            | Tichomoří-Asie       |
| 1991          | Curlingová federace Andorry                            | Andorra                | Evropa               |
| 1986          | Australská curlingová federace                         | Austrálie              | Tichomoří-Asie       |
| 1982          | Rakouský curlingový svaz                               | Rakousko               | Evropa               |
| 1997          | Běloruská curlingová asociace                          | Bělorusko              | Evropa               |
| 2005          | Belgická curlingová asociace                           | Belgie                 | Evropa               |
| 2020          | Bolivijská curlingová federace                         | Bolívie                | Amerika              |
| 2022          | Svaz curlingu Bosna a Hercegovina                      | Bosna a Hercegovina    | Evropa               |
| 1998          | Brazilská federace ledních sportů                      | Brazílie               | Amerika              |
| 2013          | Bulharská curlingová federace                          | Bulharsko              | Evropa               |
| 1966          | Curling Kanada                                         | Kanada                 | Amerika              |
| 2002          | Čínská asociace curlingu                               | Čína                   | Tichomoří-Asie       |
| 1998          | Čínská asociace curlingu (Tchaj-pej)                   | Tchaj-wan              | Tichomoří-Asie       |
| 2004          | Chorvatský curlingový svaz                             | Chorvatsko             | Evropa               |
| 1990          | Český svaz curlingu                                    | Česko                  | Evropa               |
| 1971          | Dánská curlingová asociace                             | Dánsko                 | Evropa               |
| 2019          | Federace zimních sportů Dominikánské republiky         | Dominikánská republika | Amerika              |
| 1971          | Anglická curlingová asociace                           | Anglie                 | Evropa               |
| 2003          | Estonská curlingová asociace                           | Estonsko               | Evropa               |
| 1979          | Finská curlingová asociace                             | Finsko                 | Evropa               |
| 1966          | Francouzská federace zimních sportů                    | Francie                | Evropa               |
| 2013          | Gruzínská curlingová federace                          | Gruzie                 | Evropa               |
| 1967          | Německý curlingový svaz                                | Německo                | Evropa               |
| 2003          | Řecká curlingová asociace                              | Řecko                  | Evropa               |
| 2016          | Guyanská curlingová federce                            | Guyana                 | Amerika              |
| 2014          | Asociace curlingu Hongkong                             | Hongkong               | Tichomoří-Asie       |
| 1989          | Maďarská curlingová federace                           | Maďarsko               | Evropa               |
| 1991          | Islandská sportovní federace                           | Island                 | Evropa               |
| 2019          | Curlingová federace Indie                              | Indie                  | Tichomoří-Asie       |
| 2003          | Irská curlingová asociace                              | Irsko                  | Evropa               |
| 2013          | Israelská curlingová federace                          | Izrael                 | Evropa               |
| 1972          | Italská federace ledních sportů                        | Itálie                 | Evropa               |
| 2022          | Curling Jamajka                                        | Jamajka                | Amerika              |
| 1985          | Japonská curlingová asociace                           | Japonsko               | Tichomoří-Asie       |
| 2003          | Kazachstánská curlingová asociace                      | Kazachstán             | Tichomoří-Asie       |
| 2021          | Curlingová federace Keni                               | Keňa                   | Tichomoří-Asie       |
| 1994          | Korejská curlingová federace                           | Jižní Korea            | Tichomoří-Asie       |
| 2012          | Curling Kosovo                                         | Kosovo                 | Evropa               |
| 2019          | Klub zimních her Kuvajt                                | Kuvajt                 | Tichomoří-Asie       |
| 2017          | Kyrgyzstánská curlingová federace                      | Kyrgyzstán             | Tichomoří-Asie       |
| 2001          | Lotyšská curlingová asociace                           | Lotyšsko               | Evropa               |
| 1991          | Curlingová asociace Lichtenštejnska                    | Lichtenštejnsko        | Evropa               |
| 2003          | Litevská curlingová asociace                           | Litva                  | Evropa               |
| 1976          | Lucemburská curlingová asociace                        | Lucembursko            | Evropa               |
| 2016          | Curling Mexico                                         | Mexiko                 | Amerika              |
| 2012          | Mongolská curlingová federace                          | Mongolsko              | Tichomoří-Asie       |
| 1975          | Nizozemská curlingová asociace                         | Nizozemsko             | Evropa               |
| 1991          | Curlingová asociace Nového Zélandu                     | Nový Zéland            | Tichomoří-Asie       |
| 2018          | Nigerijská curlingová federace                         | Nigérie                | Tichomoří-Asie       |
| 1966          | Norská curlingová asociace                             | Norsko                 | Evropa               |
| 2023          | Pákistánská curlingová federace                        | Pákistán               | Tichomoří-Asie       |
| 2023          | Filipínská asociace zimních sportů curling             | Filipíny               | Tichomoří-Asie       |
| 2022          | Polská federace curlingových klubů                     | Polsko                 | Evropa               |
| 2017          | Portugalská federace zimních sportů                    | Portugalsko            | Evropa               |
| 2023          | Portoriko curling                                      | Portoriko              | Amerika              |
| 2014          | Katarská curlingová federace                           | Katar                  | Tichomoří-Asie       |
| 2010          | Rumunská curlingová federace                           | Rumunsko               | Evropa               |
| 1992          | Ruská curlingová federace                              | Rusko                  | Evropa               |
| 2017          | Curlingová asociace Saúdské Arábie                     | Saúdská Arábie         | Tichomoří-Asie       |
| 1966          | Královský kaledonský curlingový klub                   | Skotsko                | Evropa               |
| 2005          | Národní curlingová asociace Srbska                     | Srbsko                 | Evropa               |
| 2003          | Slovenský curlingový svaz                              | Slovensko              | Evropa               |
| 2010          | Slovinský curlingový svaz                              | Slovinsko              | Evropa               |
| 1999          | Španělská federace ledních sportů                      | Španělsko              | Evropa               |
| 1966          | Švédská curlingová asociace                            | Švédsko                | Evropa               |
| 1966          | Švýcarská curlingová asociace                          | Švýcarsko              | Evropa               |
| 2022          | Thajská curlingová asociace                            | Thajsko                | Tichomoří-Asie       |
| 2009          | Turecká curlingová federace                            | Turecko                | Evropa               |
| 2020          | Curlingová federace Turkmenistánu                      | Turkmenistán           | Tichomoří-Asie       |
| 2013          | Ukrajinská curlingová federace                         | Ukrajina               | Evropa               |
| 1966          | Curlingová asociace Spojených států                    | USA                    | Amerika              |
| 1991          | Curlingová asociace Spojených států – Panenské ostrovy | USA                    | Amerika              |
| 1982          | Velšská curlingová asociace                            | Wales                  | Evropa               |

### Bývalé členské asociace
| let       | název                        | Země    | zóna WCF |
| --------- | ---------------------------- | ------- | -------- |
| 2008–2014 | Arménská curlingová federace | Arménie | Evropa   |
| 2003–2021 | Polská curlingová asociace   | Polsko  | Evropa   |

## Představenstvo
Současná výkonná rada od září 2022 je následující:

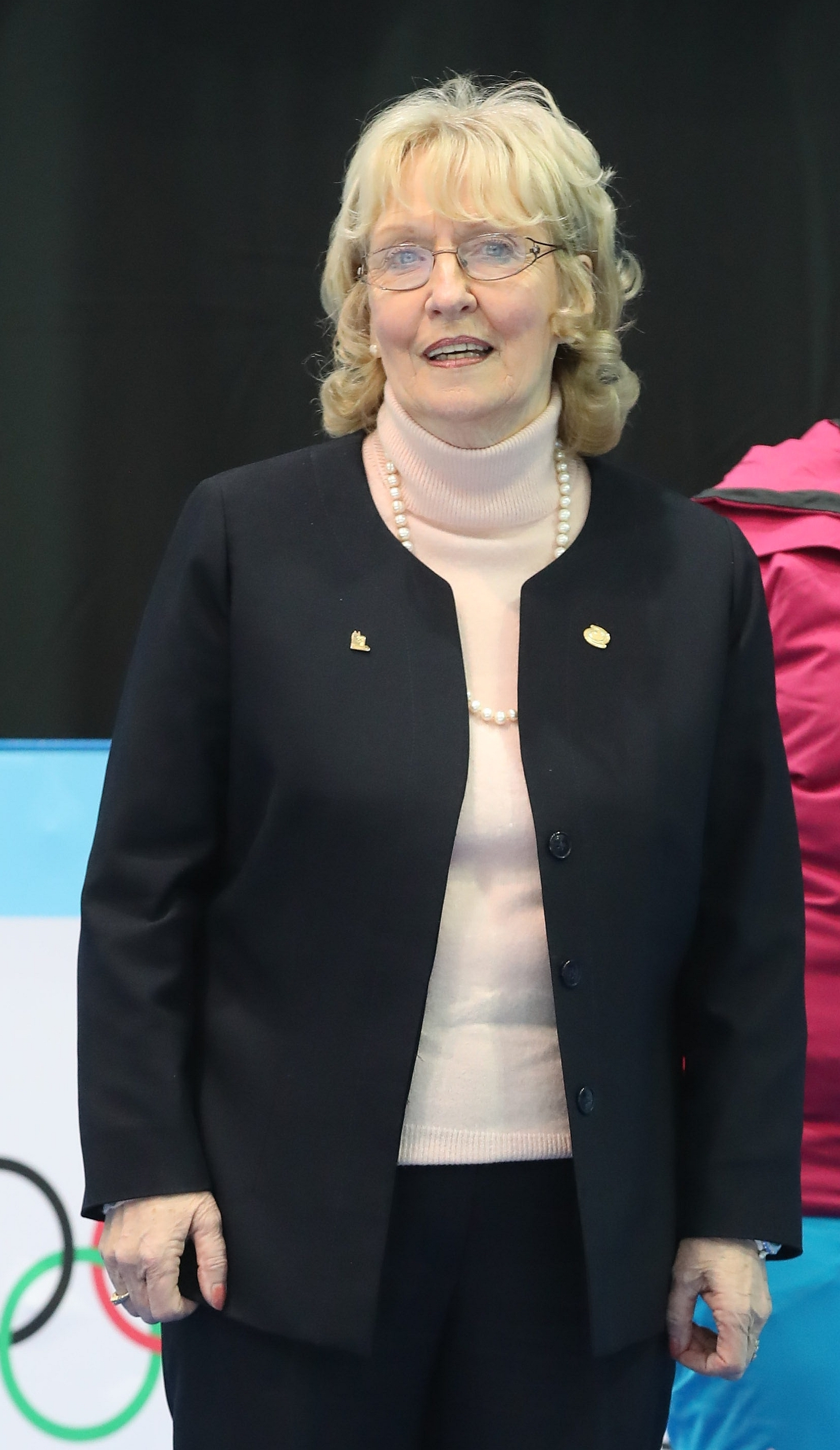
Kate Caithness, bývalá prezidentka Světové curlingové federace

Prezident: Beau Welling (Spojené státy americké)
Místopředsedové:
Evropa: Bent Ånund Ramsfjell (Norsko)
Amerika: Graham Prouse (Kanada)
Tichomoří-Asie: Hugh Millikin (Austrálie)
Představenstvo:
Helena Lingham (Švédsko)
Sergio Mitsuo Vilela (Brazílie)
Robin Niven (Skotsko)
Toyo Ogawa (Japonsko)
Předsedkyně komise sportovců: Jill Officer (Kanada)

### Bývalí prezidenti
Bývalí prezidenti WCF a ICF jsou uvedeni níže:
| Prezident                          | Členská asociace | Funkční období |
| Prezidenti ICF                     | Prezidenti ICF   | Prezidenti ICF |
| ---------------------------------- | ---------------- | -------------- |
| Major Allan Cameron                | Skotsko          | 1966–1969      |
| Brigádní generál Colin A. Campbell | Kanada           | 1969–1979      |
| Sven A. Eklund                     | Švédsko          | 1979–1982      |
| G. Clifton Thompson                | Kanada           | 1982–1985      |
| Philip Dawson                      | Skotsko          | 1985–1988      |
| Dr. Donald F. Barcome              | Spojené státy    | 1988–1990      |
| Předsedové WCF                     |                  |                |
| Günther Hummelt                    | Rakousko         | 1990–2000      |
| Roy Sinclair                       | Skotsko          | 2000–2006      |
| Les Harrison                       | Kanada           | 2006–2010      |
| Kate Caithnessová                  | Skotsko          | 2010–2022      |

## Soutěže a mistrovství
World Curling řídí velké množství soutěží a šampionátů po celém světě.
| Soutěž                                                   | Poznámka |
| Mezinárodní mistrovství                                  | Mezinárodní mistrovství |
| -------------------------------------------------------- | --- |
| Zimní olympijské hry (ZOH)                               | Deset týmů v jednotlivých kategoriích muži, ženy, mixed doubles |
| Zimní paralympijské hry                                  | Dvanáct smíšených týmů |
| Olympijské hry mládeže                                   | Dvacet čtyři smíšených týmu a čtyřicet osm týmů mixed doubles |
| Mistrovství světa v curlingu mužů                        | Třináct mužských týmů |
| Mistrovství světa v curlingu žen                         | Třináct ženských týmů |
| Mistrovství světa v curlingu mixed doubles               | Dvacet týmů mixed doubles |
| Mistrovství světa v curlingu vozíčkářů                   | Dvanáct smíšených týmů |
| Mistrovství světa v curlingu juniorů                     | Deset mužských týmů a deset ženských týmů |
| Mistrovství světa v curlingu smíšených týmů              | Otevřená soupiska: z každé členské asociace se může přihlásit jeden tým |
| Mistrovství světa v curlingu seniorů                     | Otevřená soupiska: z každé členské asociace se může přihlásit jeden tým mužů a jeden tým žen (hráči musí být starší 50 let)                                                    |
| Světové curlingové turné                                 | Soubor curlingových turnajů nejvyšší úrovně, které se konají po celém světě. Dvacet čtyři mužských týmů a dvacet čtyři ženských týmů.                                          |
| Kvalifikační soutěže                                     | |
| Olympijská kvalifikace                                   | Mužské a ženské týmy národních olympijských výborů, které se dříve kvalifikovaly na mistrovství světa v curlingu, ale ještě se nekvalifikovaly na zimní olympijské hry         |
| Světová kvalifikace mixed doubles                        | Týmy mixed doubles členských asociací, které se ještě nekvalifikovaly na mistrovství světa v curlingu mixed doubles.                                                           |
| Mistrovství světa v curlingu vozíčkářů skupiny B         | Smíšené týmy z členských asociací, které se ještě nekvalifikovaly na mistrovství světa v curlingu vozíčkářů                                                                    |
| Mistrovství světa v curlingu juniorů skupiny B           | Juniorské týmy mužů a juniorské týmy žen z členských asociací, které se ještě nekvalifikovaly na mistrovství světa v curlingu juniorů                                          |
| Regionální mistrovství                                   | |
| Mistrovství Evropy v curlingu                            | Mužské a ženské týmy z Evropy |
| Pankontinentální mistrovství v curlingu                  | Mužské a ženské týmy z pankontinentální zóny (začátek v sezóně 2022 – 2023) |
| Zaniklé soutěže                                          | |
| Světový pohár curlingu                                   | Osm mužských, ženských a mixed doubles týmů, které se skládají ze tří částí a velkého finále.                                                                                  |
| Mistrovství juniorů v curlingu pro region Tichomoří-Asie | Juniorské týmy mužů a žen z regionu Tichomoří-Asie; sloužilo jako kvalifikace na Mistrovství světa juniorů v curlingu. Nahrazeno Mistrovstvím světa v curlingu juniorů.        |
| Evropský juniorský curlingový turnaj                     | Juniorské týmy mužů a žen z regionu Evropa, které se ještě nekvalifikovaly na Mistrovství světa juniorů v curlingu. Nahrazeno Mistrovstvím světa v curlingu juniorů skupiny B. |
| Americký turnaj                                          | Mužské a ženské týmy ze zaniklé zóny Amerika pouze v případě, že je vyzvána druhá členská asociace z regionu Amerika. Nahrazeno Pankontinentálním mistrovstvím v curlingu.     |
| Mistrovství v curlingu pro region Tichomoří-Asie         | Mužské a ženské týmy ze zaniklé tichomořsko-asijské zóny. Nahrazeno Pankontinentálním mistrovstvím v curlingu.                                                                 |
| Světová kvalifikační soutěž                              | Osm mužských a ženských týmů z členských asociací, které se ještě nekvalifikovaly na Mistrovství světa v curlingu.                                                             |